# Les Mars
Les Mars este o comună în departamentul Creuse din centrul Franței. În 2009 avea o populație de 204 de locuitori.

## Evoluția populației
| An        | 1975 | 1982 | 1990 | 1999 | 2006 | 2009 |
| --------- | ---- | ---- | ---- | ---- | ---- | ---- |
| Populație | 344  | 295  | 274  | 219  | 207  | 204  |